# Judith Arlen
Judith Arlen, nata Laurette Elizabeth Rutherford (Los Angeles, 18 marzo 1914 – Santa Barbara, 5 giugno 1968), è stata un'attrice e cantante statunitense.

## Biografia

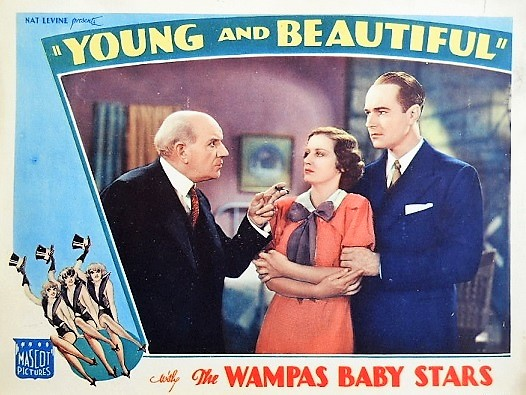
Con Joseph Cawthorn e William Haines in Young and Beautiful

Figlia del cantante d'opera John Rutherford e dell'attrice Lucille Mansfield, la famiglia di Laurette si trasferì poco dopo la sua nascita a Vancouver, in Canada, dove nel 1917 nacque sua sorella Therese Ann. Tutti ritornarono poi a San Francisco, dove i genitori divorziarono e le due bambine crebbero con la madre a Los Angeles.
Nel 1930, quando ancora studiava nella Fairfax High School, fece una fugace apparizione nel film di Cecil B. DeMille Madame Satan e dopo essersi diplomata nel 1932 apparve ancora brevemente nel film di Willard Mack L'età pericolosa e in quello di Frank Borzage I ragazzi della via Paal, nel 1934, anno nel quale fu scelta fra le tredici WAMPAS Baby Stars. Arlen e le altre Baby Stars parteciparono ai film Il tempio del dottor Lamar, con Cary Grant e Genevieve Tobin, e Una stella s'innamora (titolo originale, Young and Beautiful), con il quale si concluse la sua carriera cinematografica.
Dotata di una voce che ricordava Bing Crosby al femminile, con il nome di Judith Rutherford si produsse per una decina d'anni in una carriera di cantante che si svolse soprattutto alla radio. Il 20 febbraio 1943 sposò il produttore televisivo Abraham Simon (1911-2000), ed ebbe un figlio. Nel 1954 partecipò anche a un telefilm della serie The George Burns and Gracie Allen Show.
Judith Arlen morì nel 1968, a soli 54 anni di cause sconosciute, e fu sepolta nel Forest Lawn Memorial Park di Glendale.

## Riconoscimenti
- WAMPAS Baby Star nel 1934

## Filmografia
- Madame Satan (Madam Satan), regia di Cecil B. DeMille (1930)
- L'età pericolosa (What Price Innocence?), regia di Willard Mack (1933)
- I ragazzi della via Paal (No Greater Glory), regia di Frank Borzage (1934)
- Il tempio del dottor Lamar (Kiss and Make-Up), regia di Harlan Thompson e Jean Negulesco (1934)
- Una stella s'innamora (Young and Beautiful), regia di Joseph Santley (1934)